# Esteban Valencia (Fußballspieler, 1999)
Esteban Cristóbal Valencia Reyes (* 13. Juni 1999 in Santiago) ist ein chilenischer Fußballspieler.

## Karriere

### Verein
Esteban Valencia spielte in der Jugend von Universidad de Chile, wo sein Vater Esteban Valencia lange Zeit spielte und vier Mal die Meisterschaft gewann. Zwar wurde Esteban Valencia mit einem Profivertrag ausgestattet, kam aber nie für Universidad de Chile zum Einsatz. 2018 wurde Valencia an San Marcos de Arica in die Primera B verliehen. Nach der Leihe folgte eine weitere zum Erstligisten Unión La Calera. Mit dem Klub spielte Valencia in der Copa Sudamericana 2020, bei der die Cementeros in der 1. Runde gegen den brasilianischen Vertreter Fluminense Rio de Janeiro und in der 2. Runde gegen den kolumbianischen Klub Deportes Tolima gewannen. Erst im Achtelfinale schied La Calera gegen  Atlético Junior im Elfmeterschießen aus.
Im März 2021 wechselte Valencia endgültig von Universidad de Chile zu Unión La Calera.

### Nationalmannschaft
Mit der U-20-Nationalmannschaft gewann Esteban Valencia die Goldmedaille bei den Südamerikaspielen. Er nahm ebenfalls mit der U-20-Auswahl an der Südamerikameisterschaft 2019 im eigenen Land teil. Chile schied in der Gruppenphase aus.

## Erfolge
Chile U-20
- Goldmedaille bei den Südamerikaspielen: 2018

## Persönliches
Esteban Valencia ist Sohn des gleichnamigen ehemaligen Nationalspielers Esteban Valencia.